# Max Dessoir

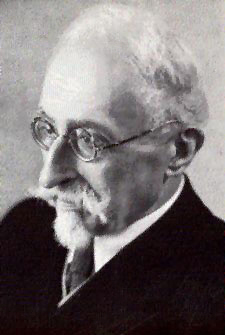
Max Dessoir

Max Dessoir, eigentlich Max Dessauer, (* 8. Februar 1867 in Berlin; † 19. Juli 1947 in Königstein im Taunus) war ein deutscher Philosoph, Mediziner, und Psychologe. Nach ersten Arbeiten im Bereich der Medizin, Psychologie und den Grenzwissenschaften, in denen er die Begriffe Haptik und Parapsychologie prägte, beschäftigte sich Dessoir vor allem mit den Gebieten der Ästhetik und der Kunstwissenschaft. Mit seiner deskriptiven Methode gilt er dabei als Anstoßgeber für die Empirische Ästhetik.

## Leben
Max Dessoir war ein Sohn des Hofschauspielers Ludwig Dessoir (eigentlich: Ludwig Dessauer) und wuchs nach dem frühen Tod seines Vaters in kleinbürgerlichen Verhältnissen auf. Er legte 1885 sein Abitur auf dem Berliner Königlichen Wilhelms-Gymnasium ab und nahm im selben Jahr ein Studium der Philosophie an der Friedrich-Wilhelms-Universität in Berlin auf. Er hörte bei Eduard Zeller und Wilhelm Dilthey. Als Student interessierte er sich bereits für Mesmerismus, Somnambulismus, Spiritismus und Telepathie und gründete gemeinsam mit Albert Moll 1888 die Gesellschaft für Experimentalphilosophie. Er publizierte regelmäßig in der esoterischen Zeitschrift Sphinx, auch unter dem Pseudonym Edmund W. Rells. Dessoir befreundete sich zudem mit Albert Freiherr von Schrenck-Notzing, der 1886/87 in München die Psychologische Gesellschaft gegründet hatte.
Im Jahr 1889 wurde Dessoir über Karl Philipp Moritz als Ästhetiker zum Dr. phil. promoviert. 1892 wurde er außerdem an der Universität Würzburg Über den Hautsinn zum Dr. med. promoviert. Im selben Jahr habilitierte er sich in Berlin Über den Glauben Geisteskranker an die Wirklichkeit von Halluzinationen für das Fach Philosophie. 1897 wurde er in Berlin auf Betreiben Diltheys zum außerordentlichen Professor berufen. 1899 heiratete er die Lied- und Oratoriensängerin Susanne Triepel.
Dessoir war kunstwissenschaftlich interessiert und publizierte 1906 sein Hauptwerk Ästhetik und allgemeine Kunstwissenschaft. Im selben Jahr gründete er die Zeitschrift für Ästhetik und Allgemeine Kunstwissenschaft, die er auch herausgab. 1908 gründete er die Vereinigung für ästhetische Forschung und 1909 die Gesellschaft für Ästhetik und allgemeine Kunstwissenschaft, als deren Präsident er bis zu seinem Tod wirkte. Er initiierte ab 1913 vier Kongresse für Ästhetik und allgemeine Kunstwissenschaft.
Nach Ausbruch des Ersten Weltkriegs meldete sich Dessoir 1914 freiwillig zum Kriegsdienst, fand aber wegen seiner Kurzsichtigkeit zunächst keine Verwendung. Ab 1915 war er Kriegsberichterstatter. Nach dem Krieg wurde er 1920 in Berlin zum ordentlichen Professor ernannt und 1923 Ordinarius des Philosophischen Seminars. 1934 wurde er emeritiert, konnte aber noch weiter lehren, bis ihm 1936 als einem „getauften Juden“ die Lehrbefugnis entzogen wurde und er Publikationsverbot erhielt. Seine Einleitung in die Philosophie wurde von Alfred Baeumler zudem für mit dem Nationalsozialismus nicht vereinbar erklärt. 1943 begab sich Dessoir mit seiner Frau nach Nauheim, um den Bombenangriffen und weiteren Repressalien zu entgehen. Nach dem Zweiten Weltkrieg hatte er den Lehrstuhl für Philosophie an der Goethe-Universität Frankfurt am Main inne.

## Wirken
Dessoir bewegte sich in den Kreisen des Okkultismus und lernte über Wilhelm Hübbe-Schleiden in München Carl du Prel, Schrenck-Notzing und Madame Blavatsky kennen. Zu seinem Bekannten und Freundeskreis zählten außerdem Literaten wie Wilhelm Bölsche, Gerhart Hauptmann, Max Halbe, Friedrich Spielhagen, Richard Dehmel, Friedrich Gundolf, Paul Ernst, Stanislaw Przybyszewski und Stefan George. Letzterer trug in Dessoirs Seminaren auch Gedichte vor. Dessoir nahm selbst an spiritistischen Sitzungen mit verschiedenen Medien teil. In einem 1889 in der Sphinx erschienenen Artikel prägte er den Begriff Parapsychologie. Als ihren Untersuchungsgegenstand definierte er die menschlichen Fähigkeiten, die über den Bereich des Normalen hinausgingen, ohne als krankhaft bezeichnet werden zu können. Para sei etwas, „das über das Gewöhnliche hinaus oder neben ihm hergeht, so kann man vielleicht die aus dem normalen Verlauf des Seelenlebens heraustretenden Erscheinungen parapsychische, die von ihnen handelnde Wissenschaft ‚Parapsychologie‘ nennen“. Als Disziplinbezeichnung verfestigte sich der Begriff aber erst Ende der 1920er/Anfang der 1930er Jahre durch die methodologischen Arbeiten von Hans Driesch, Joseph Banks Rhine, Hans Bender und Wilhelm Heinrich Carl Tenhaeff. 1917 erschien das Werk „Vom Jenseits der Seele“, welches bis 1930 sechsmal aufgelegt wurde und 1967 nachgedruckt wurde. Darin setzte sich Dessoir mit den „Geheimwissenschaften“ auseinander und kritisierte insbesondere die Anthroposophie Rudolf Steiners scharf.
Dessoirs medizinische Dissertation Über den Hautsinn wurde von den Zeitgenossen intensiv diskutiert. Darin bemühte sich Dessoir um eine neue, präzise Terminologie und prägte unter anderem den Begriff der Haptik. Er wandte sich aber anschließend vor allem den Themen Ästhetik und Philosophie zu.
Dessoir setzte sich für die Trennung von Ästhetik und Kunstwissenschaft ein, indem er die Ästhetik für umfassender als die Kunst erklärte und darauf hinwies, dass die Begriffe der Kunstwissenschaft über Geschmacksfragen hinaus außerästhetische Wertäußerungen einbezögen. In seinem Hauptwerk Ästhetik und allgemeine Kunstwissenschaft (1906) rückte er von seiner früheren Theorie der psychologischen Grundlagen subjektiver ästhetischer Eindrücke ab und beschrieb die Objekte ästhetischer Wahrnehmung als „Träger ästhetischer Werte“.
Im Jahr 1947 gab Dessoir seine Autobiographie Buch der Erinnerung heraus.

## Schriften

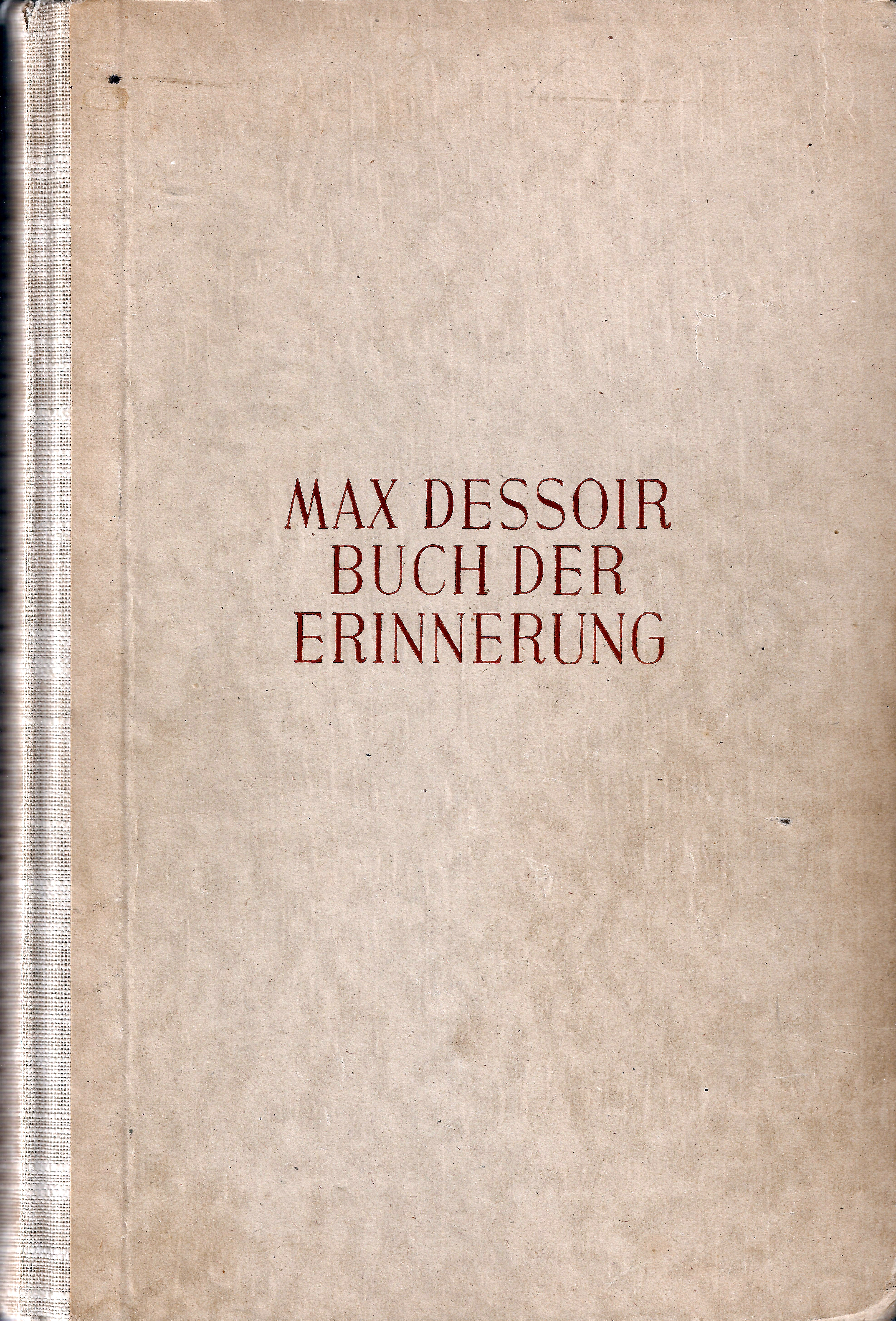
Lebenserinnerungen Dessoirs

- Das Doppel-Ich. Zweite, vermehrte Auflage. Ernst Günthers Verlag, Leipzig 1896.
- Geschichte der neueren deutschen Psychologie. Duncker, Berlin 1902.
- Ästhetik und allgemeine Kunstwissenschaft, in den Grundzügen. Ferdinand Enke, Stuttgart 1906.
- Das Unterbewusstsein. Secrétariat du Congrès 1909.
- Abriss einer Geschichte der Psychologie. Winter, Heidelberg 1911.
- Kriegspsychologische Betrachtungen. Hirzel, Leipzig 1916.
- Vom Diesseits der Seele, Psychologische Briefe. Dürr & Weber, Leipzig 1923.
- Ästhetik und allgemeine Kunstwissenschaft, in den Grundzügen. Ferdinand Enke, Stuttgart 1923, 2. stark veränderte Auflage.
- Beiträge zur allgemeinen Kunstwissenschaft. Ferdinand Enke, Stuttgart 1929.
- Einleitung in die Philosophie. Ferdinand Enke, Stuttgart 1946.
- Buch der Erinnerung. Ferdinand Enke, Stuttgart 1947.
- Die Rede als Kunst. Erasmus-Verlag, München 1948.
- Psychologische Briefe. Wedding-Verlag, Berlin 1948.
- Das Ich, der Traum, der Tod. Ferdinand Enke, Stuttgart 1951.
- Die Geschichte der Philosophie. Fourier, Wiesbaden 1981, ISBN 3-921695-51-1.
- Vom Jenseits der Seele, die Geheimwissenschaft in kritischer Betrachtung. Löwit, Wiesbaden 1979.

TONAUFNAHMEN:
16.11.1930 Einführung in die Vortragsreihe "EINLEITUNG IN DIE PHILOSOPHIE" 4'10"